# Tweelbäker See
Der Tweelbäker See liegt im Südosten der Stadt Oldenburg (Oldb) in unmittelbarer Nähe vom Osternburger Substadtteil Drielake sowie im äußersten Westen der Gemeinde Hude im Landkreis Oldenburg. In der Nähe befindet sich das Autobahnkreuz Oldenburg-Ost.

## Geschichte
Der Tweelbäker See ist in Verbindung mit dem Bau der Bundesautobahnen A 28 und A 29 in den Jahren 1976–1978 entstanden.

## Beschreibung
Der See hat einen Umfang von etwa 3,4 km und eine Tiefe von etwa 18 m. Die Wasserfläche beträgt etwa 32 ha.
Der Tweelbäker See fungiert als Rückhaltebecken. Eigentümer des Sees ist der Unterhaltungsverband Wüsting.
Der Tweelbäker See ist kein offizieller Badesee. Am Westufer befindet sich ein Anlegeplatz des Oldenburger Yachtclubs, den die Segeljugend nutzt. Für Freunde des Beachvolleyballs ist am Ostufer ein Sandplatz eingerichtet. In seiner Nähe betreut der Bürgerverein Tweelbäke eine Dorfgemeinschaftsanlage mit Grillhütte und Boulodrome. Am nordöstlichen Ufer des Sees ist ein alter Schafkoven aufgebaut, der an die frühere landwirtschaftliche Nutzung der Heideflächen erinnert.
Der Rundweg um den See ist etwa 4 km lang. Er wird von Joggern, Spaziergängern und Radfahrern geschätzt.
Im Jahr 2010 wurden Pläne zur Errichtung einer Wasserski-Anlage auf dem See bekannt.

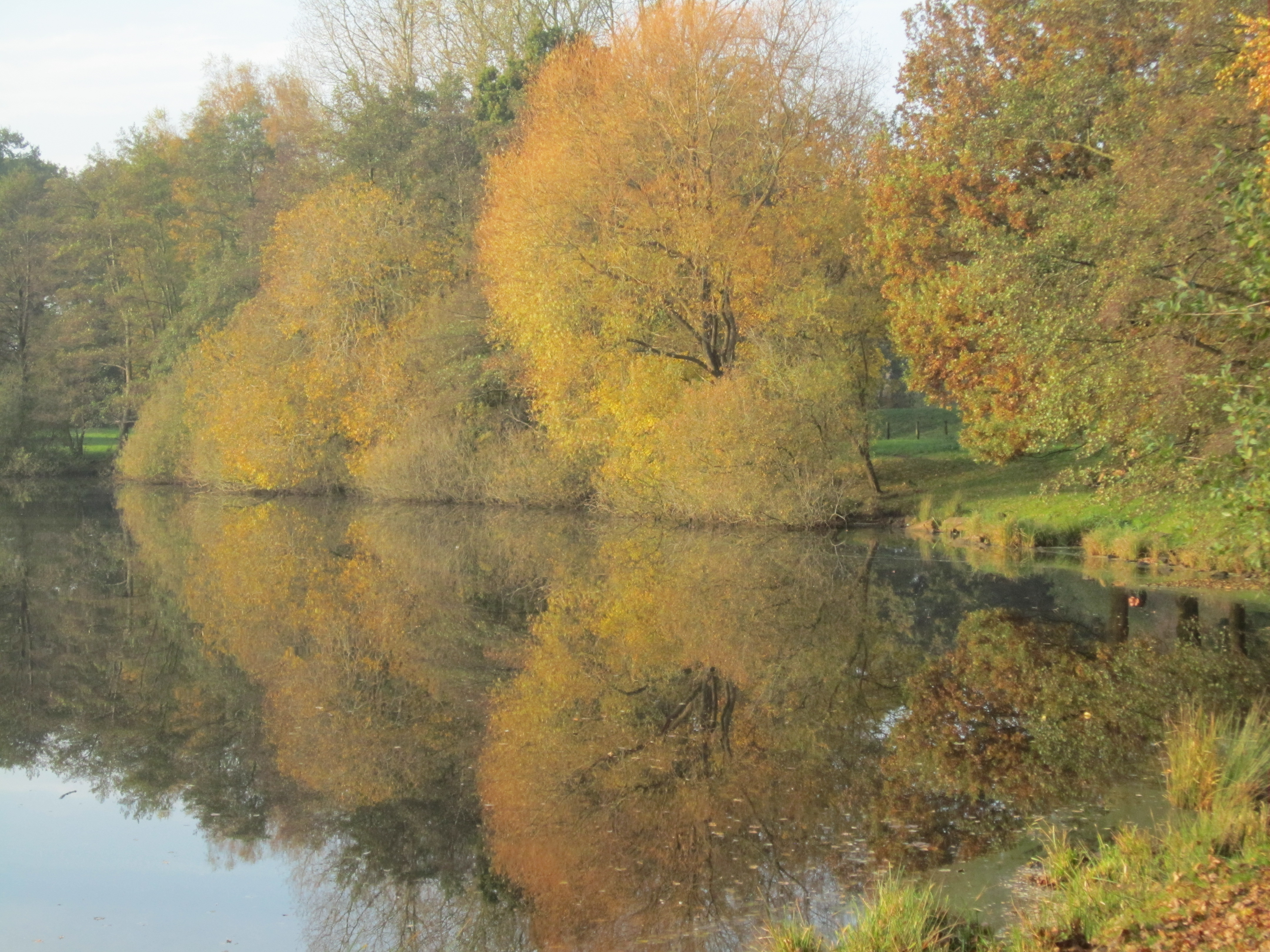
See im Herbst (Blick Richtung Nordwesten)
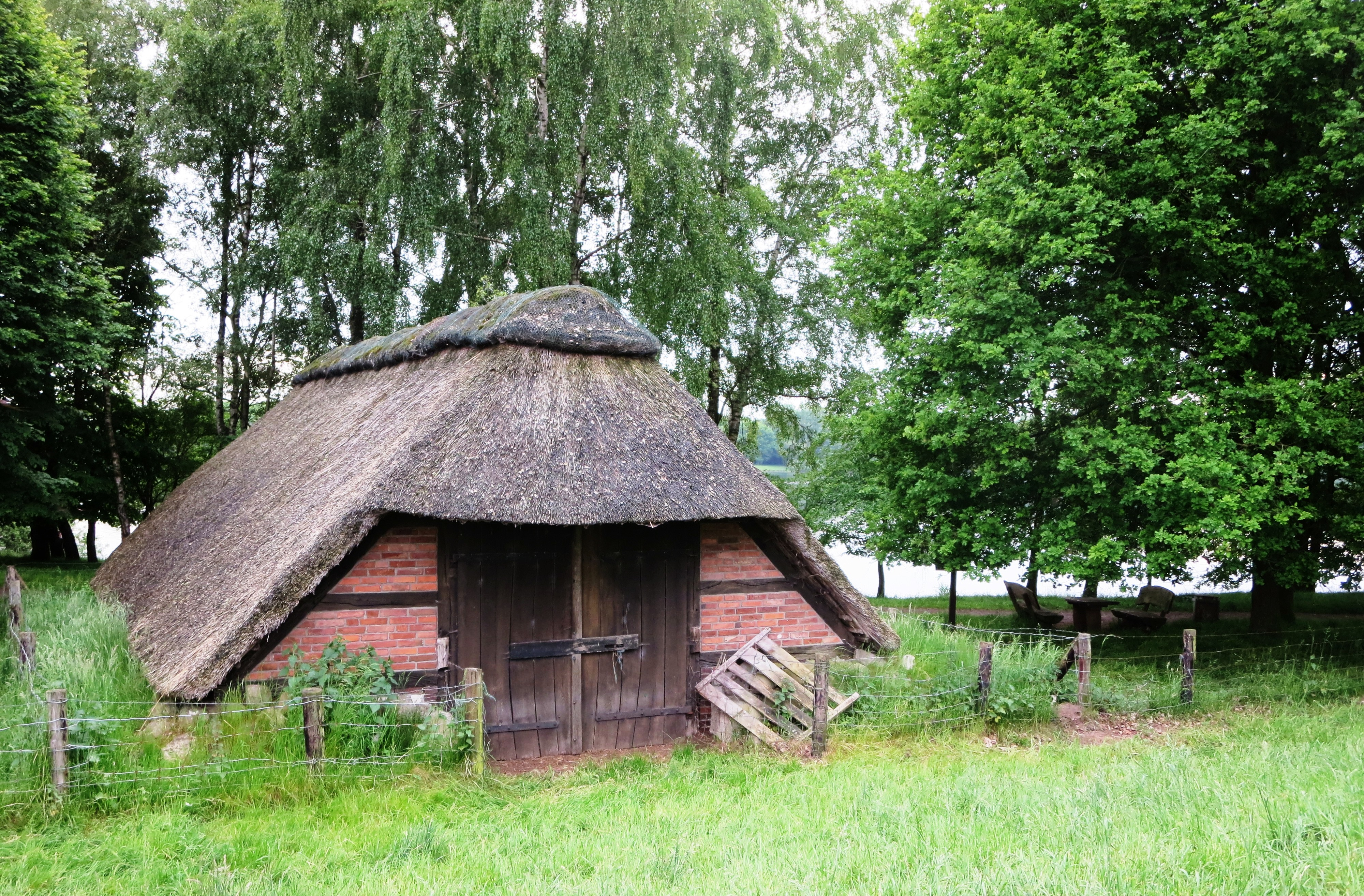
Alter Schafkoben an der Nordostecke des Sees
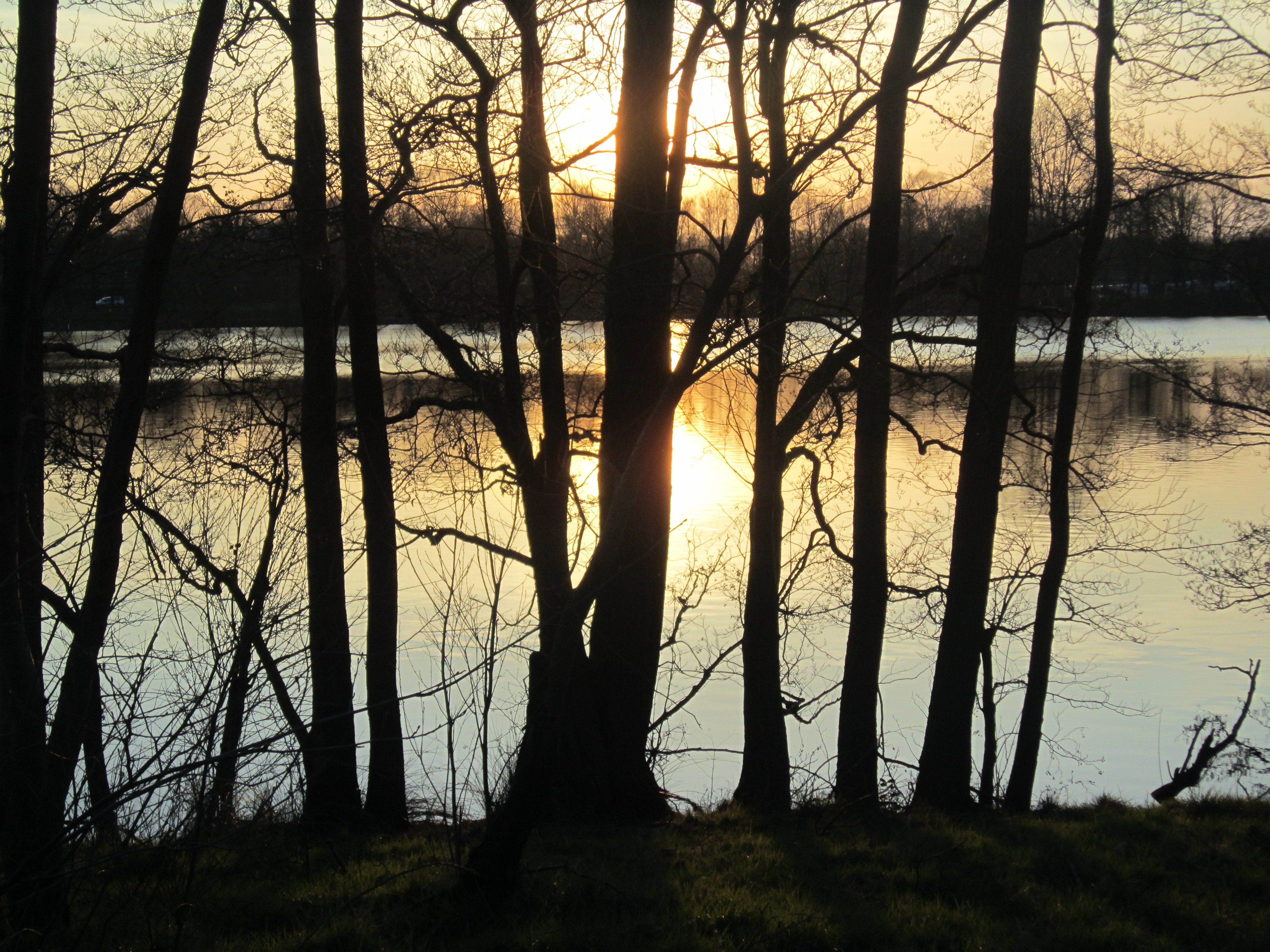
Sonnenuntergang im zeitigen Frühjahr
Panorama vom See

## Verkehrsanbindung
Die Anbindung des Tweelbäker Sees mit öffentlichen Verkehrsmitteln wird mit zwei Buslinien sichergestellt: Einmal mit der Linie 257 im Netz des VBN, Haltestellen Tweelbäker See und Dorfplatz, sowie mit der Linie 302 der Oldenburger Verkehr und Wasser GmbH, Haltestelle Oldeweg. In unmittelbarer Nähe des Sees befindet sich keine Autobahnabfahrt. Der See ist über die Abfahrten Oldenburg-Osternburg der A 28 und Oldenburg-Hafen der A 29 erreichbar. Zudem kann der See aus allen Richtungen gut mit dem Fahrrad erreicht werden.